# لوکاس اوانجلیستا
لوکاس اوانجلیستا (انگلیسی: Lucas Evangelista؛ زادهٔ ۶ مهٔ ۱۹۹۵) بازیکن فوتبال اهل برزیل است.
از باشگاه‌هایی که در آن بازی کرده‌است می‌توان به باشگاه فوتبال سائو پائولو، باشگاه فوتبال اودینزه، باشگاه ورزشی اشتوریل پرایا، و باشگاه فوتبال پاناتینایکوس اشاره کرد.
وی همچنین در تیم ملی فوتبال زیر ۲۰ سال برزیل بازی کرده‌است.